# Zahor Chocolates–Macario
Zahor Chocolates–Macario war ein spanisches Radsportteam, das von 1979 bis 1988 bestand. Größter Erfolg war der Sieg bei der Setmana Catalana de Ciclisme 1986 sowie insgesamt 12 Etappensiege bei der Vuelta a España.

## Geschichte
Das Team wurde 1979 von Fernando Manzaneque gegründet. Im ersten Jahr konnte das Team neben den Siegen zweite Plätze bei der Aragon-Rundfahrt, bei der Vuelta a La Rioja, dritte Plätze bei Tres Días de Leganés und der Trofeo Elola sowie Platz bei der Valencia-Rundfahrt erreichen. 1980 wurde Platz 2 bei der Aragon-Rundfahrt wiederholt und Platz 3 beim Memorial Manuel Galera sowie Platz 4 bei der  Vuelta a Castilla erwirkt. Im Folgejahr erzielte das Team neben den Siegen Platz 6 beim Gran Premio Pascuas, siebte Plätze bei der Clásica de Sabiñánigo und beim GP Caboalles de Abajo, Platz 8 bei der Costa del Azahar und Platz 9 bei der Andalusien-Rundfahrt. 1982 konnte Platz 4 bei der Burgos-Rundfahrt, Platz 8 bei der Trofeo Masferrer und Platz 11 beim Giro del Piemonte erreicht werden. 1983 erwirkte das Team vierte Plätze bei Gran Premio Pascuas, der Subida a Arrate, Platz 5 bei der Burgos-Rundfahrt, sechste Plätze bei Trofeo Luis Puig, der Asturien-Rundfahrt und bei der Escalada a Montjuïc, Platz 7 beim Gran Premio Navarra und Platz 11 bei der Vuelta a España. 1984 wurde neben den zahlreichen Siegen, unter anderem ein Sieg auf der 18. Etappe bei der Vuelta a España, Platz 2 bei der Trofeo Masferrer, dritte Plätze bei Griffin 1000 und beim GP Caboalles de Abajo, Platz 4 bei der Trofeo Luis Puig, Platz 5 bei der Herald Sun Tour erwirkt. 1985 wurde Platz 2 bei der Subida a Arrate, Platz 3 bei der Clásica Alcobendas und der Trofeo Masferrer, Platz 4 beim Circuito de Getxo, Platz 5 bei Vuelta a los Valles Mineros sowie Platz 6 bei Subida a Urkiola und der Murcia-Rundfahrt erzielt. 1986 belegte das Team Platz 2 bei der Vuelta a los Valles Mineros, Platz 3 bei der Kantabrien-Rundfahrt, Platz 4 bei der Vuelta a los Valles Mineros und Platz 5 bei Clásica de Sabiñánigo erreicht. 1987 belegte das Team Platz 2 bei Vuelta a los Valles Mineros, sowie achte Plätze bei Euskal Bizikleta und der Clásica de Sabiñánigo. Im nächsten Jahr wurden Platz 2 bei der Baskenland-Rundfahrt, dritte Plätze bei der Clásica de Sabiñánigo und der Murcia-Rundfahrt, Platz 4 bei der Klasika Primavera de Amorebieta sowie sechste Plätze bei der Valencia-Rundfahrt und dem GP Albacete erwirkt. Am Ende der Saison 1988 löste sich das Team auf und ein Teil der Mannschaft wechselte in das neue Team Lotus–Zahor.
1979 war der spanische Matratzenhersteller Colchón CR Hauptsponsor. Von 1980 bis 1981 Peña Hermanos Manzaneque. Ab April 1981 bis 1985 war der spanische Schokoladenhersteller Hueso Hauptsponsor. Ab 1986 übernahm der spanische Süßigkeitenhersteller Zahor Chocolates, welcher 2004 von Natra übernommen wurde, bis 1988 als Hauptsponsor.

## Erfolge
1979
- zwei Etappen Vuelta a España
- zwei Etappen Kantabrien-Rundfahrt
- Clásica a los Puertos
- eine Etappe Katalonien-Rundfahrt
- eine Etappe Baskenland-Rundfahrt
- eine Etappe Setmana Catalana de Ciclisme

1980
- eine Etappe Vuelta a España
- eine Etappe Aragon-Rundfahrt
- eine Etappe Vuelta a los Valles Mineros

1981
- eine Etappe Vuelta a España
- eine Etappe Andalusien-Rundfahrt

1982
- Gesamtwertung und eine Etappe Vuelta a los Valles Mineros
- zwei Etappen Vuelta a Castilla
- eine Etappe Aragon-Rundfahrt

1983
- eine Etappe und  Meta Volantes-Wertung Vuelta a España
- eine Etappe Vuelta a los Valles Mineros
- eine Etappe Baskenland-Rundfahrt
- Vuelta a Segovia

1984
- eine Etappe und  Sprints Especiales-Wertung Vuelta a España
- zwei Etappen Asturien-Rundfahrt
- eine Etappe Setmana Catalana de Ciclisme
- eine Etappe Herald Sun Tour

1985
- eine Etappe und  Sprints Especiales-Wertung Vuelta a España
- Gesamtwertung und vier Etappen Griffin 1000 West
- zwei Etappen Murcia-Rundfahrt
- eine Etappe Katalonien-Rundfahrt
- eine Etappe Herald Sun Tour
- eine Etappe Vuelta a La Rioja
- eine Etappe Kantabrien-Rundfahrt

1986
- zwei Etappen Vuelta a España
- Gesamtwertung und eine Etappe Setmana Catalana de Ciclisme
- eine Etappe Vuelta a los Valles Mineros
- eine Etappe Asturien-Rundfahrt

1987
- zwei Etappen Vuelta a España
- eine Etappe Murcia-Rundfahrt

1988
- eine Etappe Vuelta a España
- zwei Etappen Portugal-Rundfahrt
- eine Etappe Baskenland-Rundfahrt
- eine Etappe Aragon-Rundfahrt
- Memorial Valenciaga
- Spanischer Meister – Straßenrennen

## Grand-Tour-Platzierungen
| Grand Tour            | 1979 | 1980 | 1981 | 1982 | 1983 | 1984 | 1985 | 1986 | 1987 | 1988 |
| --------------------- | ---- | ---- | ---- | ---- | ---- | ---- | ---- | ---- | ---- | ---- |
| Vuelta a EspañaVuelta | 26   | 19   | 16   | 23   | 11   | 16   | 16   | 21   | 14   | 22   |
| Giro d’ItaliaGiro     | –    | –    | –    | –    | –    | –    | –    | –    | 37   | 16   |

## Bekannte Fahrer
- Jesús López Carril (1979–1980)
- Jesús Manzaneque (1980–1981)
- Ángel de las Heras (1981+1984–1987)
- José María Yurrebaso (1981–1982)
- Jorge Ruiz Cabestany (1982)
- Jesús Suárez Cueva (1983–1985)
- Sabino Angoitia Gaztelu (1983–1985)
- Isidro Juárez (1983–1985)
- Juan Tomás Martínez (1985–1988)
- Jesús Ignacio Ibáñez Loyo (1987–1988)
- Juan Fernández Martín (1987–1988)
- Ángel Ocaña (1988)